# Josefina Aguilar
Josefina Aguilar Alcántara (Ocotlán de Morelos, Oaxaca, México, 22 de febrero de 1945) es una artista popular dedicada a la elaboración de figuras de barro rojo policromado. Es una de las hermanas de la familia Aguilar, quienes se distinguen por modelar figuras de sirenas, damas de la noche, vírgenes, friditas -reinterpretaciones de la figura de Frida Kahlo-, autorretratos y escenas cotidianas.

## Biografía
Hija de Isaura Alcántara, artista popular que logró fama en los años sesenta, y de Jesús Aguilar, de quienes Josefina y sus hermanas aprendieron el oficio artesano de la alfarería. Desde niña, al lado de sus hermanas Concepción, Guillermina e Irene, comenzó a hacer figuras en barro, principalmente monos de chía y sahumerios. En esa época la familia Aguilar Alcántara obtenía el barro de una mina cercana y utilizaba colores naturales provenientes de la grana cochinilla, raíces y distintas tierras. Más tarde, a petición de un coleccionista estadounidense, comenzaron a elaborar figuras de mujeres con trajes típicos y en escenas de mercado. Después adoptaron las pinturas acrílicas, las cuales les han permitido integrar otras tonalidades y son más duraderos.
En los años sesenta del siglo XX, Nelson Rockefeller llegó a Oaxaca y compró todas las piezas que la familia tenía en su taller, por lo que en ese momento el nombre de la familia Aguilar Alcántara comenzó a tener notoriedad. A pesar de esto, mientras Josefina vivía en la casa materna seguía firmando con el nombre de su padre porque creía que así sus piezas tenían más valor económico.
Cuando se casó con José García, Josefina comenzó a firmar las piezas con su nombre. Tuvieron 8 hijos y 1 hija, de los cuales la mayoría se dedica a la alfarería, siendo Demetrio y José Juan García Aguilar quienes han expuesto dentro y fuera de México. En esta época también comenzó a elaborar sus propias piezas, siendo la única que ha realizado su autorretrato.
En el proceso de trabajo del barro, que consiste en la extracción del material, su preparación, el modelado, la quema y la pintura, Josefina se ha dedicado principalmente al modelado y a aplicar la policromía. Durante los años ochenta y noventa Josefina Aguilar participó en numerosas exposiciones de arte popular y fue invitada a hacer demostraciones de su trabajo a los Estados Unidos. También es el personaje principal del libro infantil "Josefina" escrito por Jeanette Winter en 1996, inspirado en su trabajo y en su vida.
En el año 2013 perdió la vista a causa de la diabetes. A pesar de esto, ella sigue modelando algunas piezas.

### Friditas

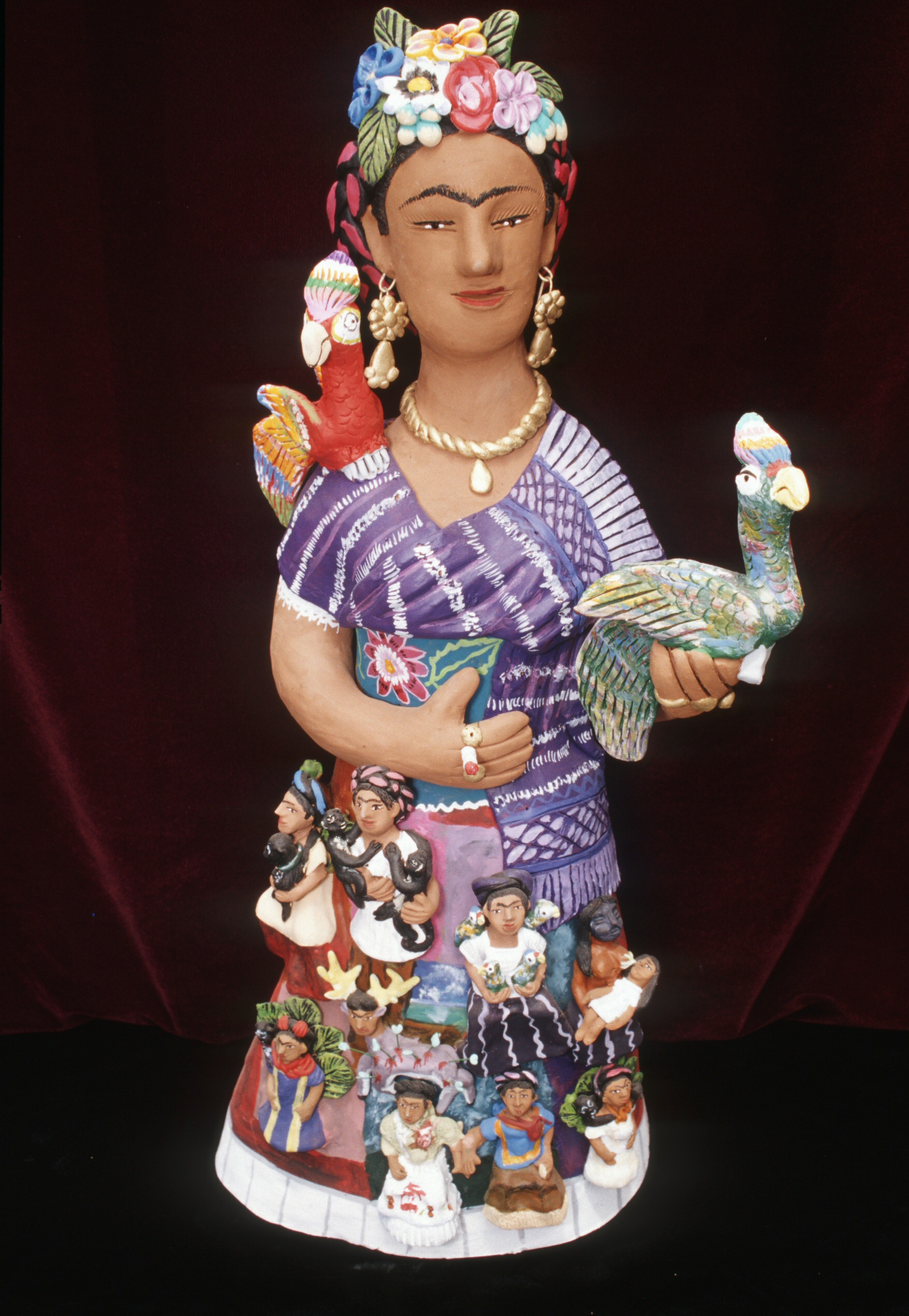
Fridita

Uno de los temas más populares en las creaciones de Josefina Aguilar han sido sus reinterpretaciones de la figura de la pintora Frida Kahlo. Ella afirma que la primera vez que vio un cuadro de la pintora fue en una librería de la ciudad de Oaxaca y que ésta llamó su atención porque sintió que su rostro y su cabello eran parecidos al de ella. Sin embargo, la filósofa Eli Bartra afirma que probablemente alguien le dio algún libro para pedirle que reprodujera en barro los autorretratos de Kahlo, y esta persona quizás tenía interés en el feminismo, dado que la pintora ya era un ícono importante de éste.

### Otras obras

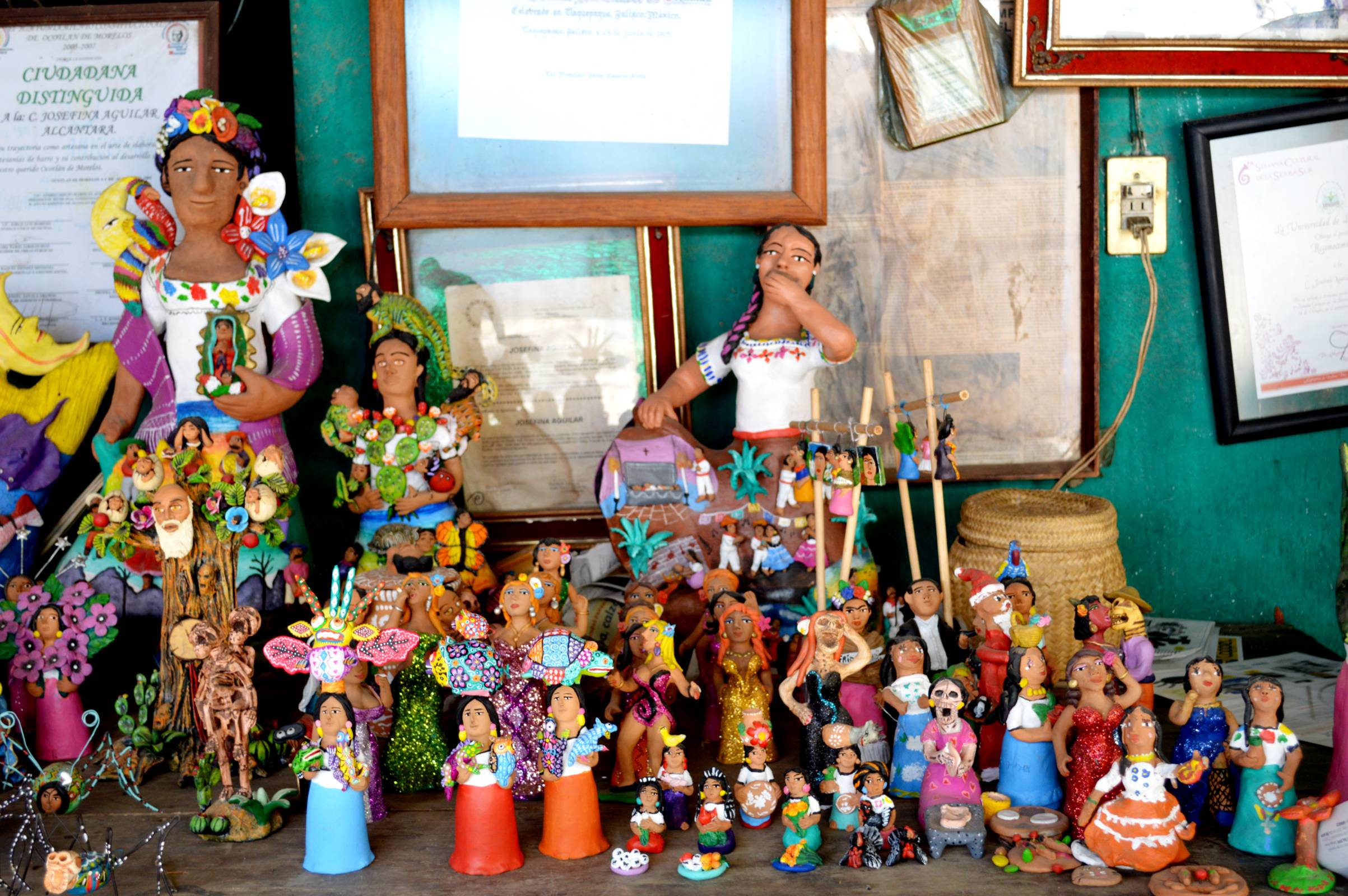
Piezas en el taller de Josefina Aguilar

- Catrinas
- Sirenas
- Mercaderas
- Damas de la noche

## Premios
- 1er lugar en el Tercer Gran Premio de Arte Popular (1977)
- 2° lugar en el Primer Concurso de Arte Popular del Estado de Oaxaca (1981)
- 4° lugar en el Segundo Concurso de Arte Popular del Estado de Oaxaca (1981)
- Galardón Pantaleón Panduro en el Premio Nacional de la Cerámica, Tlaquepaque, Jalisco (2004)[1]